# خط طول 107° شرق
خط طول 107° شرق هو أحد خطوط الطول الجغرافية، والتي تمتد من القطب الشمالي الجغرافي إلى القطب الجنوبي الجغرافي، وحسب التحويل الزمني يتقدم خط طول 107° شرق عن خط غرينتش بـ7 ساعات و8 دقائق.

## من القطب إلى القطب
Starting في the القطب الشمالي و heading south to the القطب الجنوبي, the 107th meridian east passes through:
| الإحداثيات                           | Country, territory or sea | Notes |
| ------------------------------------ | ------------------------- | --- |
| 90°0′N 107°0′E / 90.000°N 107.000°E  | المحيط المتجمد الشمالي    | |
| 79°51′N 107°0′E / 79.850°N 107.000°E | بحر لابتيف                | |
| 78°11′N 107°0′E / 78.183°N 107.000°E | روسيا                     | كراسنويارسك كراي — جزيرة مالي تايمير [لغات أخرى]‏, سيفيرينيا زيمليا |
| 78°5′N 107°0′E / 78.083°N 107.000°E  | بحر لابتيف                | Passing between the Komsomolskaya Pravda Islands, كراسنويارسك كراي, روسيا (في 77°20′N 107°0′E / 77.333°N 107.000°E) |
| 77°0′N 107°0′E / 77.000°N 107.000°E  | روسيا                     | كراسنويارسك كراي — تايميار |
| 76°44′N 107°0′E / 76.733°N 107.000°E | Faddey Bay                | |
| 76°30′N 107°0′E / 76.500°N 107.000°E | روسيا                     | كراسنويارسك كراي — تايميار |
| 73°28′N 107°0′E / 73.467°N 107.000°E | Khatanga Gulf             | |
| 73°9′N 107°0′E / 73.150°N 107.000°E  | روسيا                     | كراسنويارسك كراي ياقوتيا — من 69°33′N 107°0′E / 69.550°N 107.000°E Krasnoyarsk Krai — من 64°24′N 107°0′E / 64.400°N 107.000°E إركوتسك أوبلاست — من 63°58′N 107°0′E / 63.967°N 107.000°E بورياتيا — من 52°43′N 107°0′E / 52.717°N 107.000°E (border is in بحيرة بيقال)                                                                                                   |
| 50°12′N 107°0′E / 50.200°N 107.000°E | منغوليا                   | مرورا بشرق أولان باتور (في 47°55′N 106°54′E / 47.917°N 106.900°E) |
| 42°19′N 107°0′E / 42.317°N 107.000°E | جمهورية الصين الشعبية     | منغوليا الداخلية نينغشيا – من 38°6′N 107°0′E / 38.100°N 107.000°E قانسو – من 37°7′N 107°0′E / 37.117°N 107.000°E شنشي – من 35°5′N 107°0′E / 35.083°N 107.000°E سيتشوان – من 32°42′N 107°0′E / 32.700°N 107.000°E تشونغتشينغ – من 30°3′N 107°0′E / 30.050°N 107.000°E قويتشو – من 28°47′N 107°0′E / 28.783°N 107.000°E قوانغشي – من 25°28′N 107°0′E / 25.467°N 107.000°E |
| 21°57′N 107°0′E / 21.950°N 107.000°E | فيتنام                    | Mainland و Cat Ba Island |
| 20°44′N 107°0′E / 20.733°N 107.000°E | بحر الصين الجنوبي         | خليج تونكين |
| 17°9′N 107°0′E / 17.150°N 107.000°E  | فيتنام                    | |
| 16°18′N 107°0′E / 16.300°N 107.000°E | لاوس                      | |
| 14°21′N 107°0′E / 14.350°N 107.000°E | كمبوديا                   | |
| 12°5′N 107°0′E / 12.083°N 107.000°E  | فيتنام                    | |
| 10°31′N 107°0′E / 10.517°N 107.000°E | بحر الصين الجنوبي         | مرورا عبر the جزر باداس, إندونيسيا (في 0°37′N 107°0′E / 0.617°N 107.000°E) · مرورا بغرب the جزيرة Liat, إندونيسيا (في 2°53′S 107°1′E / 2.883°S 107.017°E) · مرورا بشرق the جزيرة Lepar, إندونيسيا (في 2°57′S 106°54′E / 2.950°S 106.900°E) |
| 2°53′S 107°0′E / 2.883°S 107.000°E   | بحر جاوة                  | |
| 6°0′S 107°0′E / 6.000°S 107.000°E    | إندونيسيا                 | جزيرة جاوة (جزيرة) - مرورا بشرق جاكرتا (في 6°10′S 106°49′E / 6.167°S 106.817°E) |
| 7°27′S 107°0′E / 7.450°S 107.000°E   | المحيط الهندي             | |
| 60°0′S 107°0′E / 60.000°S 107.000°E  | المحيط الجنوبي            | |
| 66°28′S 107°0′E / 66.467°S 107.000°E | القارة القطبية الجنوبية   | الإقليم الأسترالي في القارة القطبية الجنوبية, المطالب الإقليمية بالقارة القطبية الجنوبية by أستراليا |